# 川勝敏弘
川勝 敏弘（かわかつ としひろ）は、日本の国土交通官僚。秋田県企画振興部長、国土交通省北海道運輸局長などを経て、全国通運連盟理事長、日本自動車ターミナル代表取締役、日通学園評議員。

## 人物・経歴
東京大学卒業。1984年運輸省入省、運輸省北海道運輸局地域交通企画課長、運輸省自動車局貨物課補佐官、運輸省海上交通局港運課補佐官、在イタリア日本国大使館一等書記官等を経て、2000年運輸省大臣官房文書課企画官。2001年秋田県企画振興部長。2003年国土交通省鉄道局財務課財務企画官。2005年気象庁総務部経理管理官。2007年国土交通省自動車交通局安全政策課長。
2008年中部国際空港管理本部経営企画部長。2011年国土交通省自動車局貨物課長。2012年国土交通省自動車局総務課長。2013年鉄道建設・運輸施設整備支援機構審議役（共有船舶担当）。同年鉄道建設・運輸施設整備支援機構経営自立推進統括役（特例業務担当）。
2014年鉄道建設・運輸施設整備支援機構理事（総務担当）。2015年国土交通省北海道運輸局長。2016年国土交通省大臣官房付、即日辞職、東洋プロパティ顧問。2018年全国通運連盟理事長、日通学園評議員。2023年日本自動車ターミナル代表取締役専務、全国トラックターミナル協会専務理事。鉄道貨物協会理事。